# العلاقات الفرنسية الفيتنامية
العلاقات الفرنسية الفيتنامية هي العلاقات الثنائية التي تجمع بين فرنسا وفيتنام.

## مقارنة بين البلدين
هذه مقارنة عامة ومرجعية للدولتين:
| وجه المقارنة                                              | فرنسا                                                    | فيتنام           |
| --------------------------------------------------------- | -------------------------------------------------------- | ---------------- |
| المساحة (كم2)                                             | 643.80 ألف                                               | 331.69 ألف       |
| عدد السكان (نسمة)                                         | 67.12 مليون                                              | 94.66 مليون      |
| الكثافة السكانية (ن./كم²)                                 | 104.26                                                   | 285.39           |
| العاصمة                                                   | باريس                                                    | هانوي            |
| اللغة الرسمية                                             | لغة فرنسية                                               | اللغة الفيتنامية |
| العملة                                                    | يورو، فرنك س ف ب، فرنك فرنسي، Livre tournois ‏            | دونغ فيتنامي     |
| الناتج المحلي الإجمالي (بليون دولار)                      | 2.58 تريليون                                             | 234.19 مليار     |
| الناتج المحلي الإجمالي (تعادل القوة الشرائية) بليون دولار | 2.87 تريليون                                             | 553.42 مليار     |
| الناتج المحلي الإجمالي الاسمي للفرد دولار أمريكي          | 36.20 ألف                                                | 2.48 ألف         |
| الناتج المحلي الإجمالي للفرد دولار أمريكي                 | 39.33 ألف                                                | 5.63 ألف         |
| مؤشر التنمية البشرية                                      | 0.888                                                    | 0.666            |
| رمز المكالمات الدولي                                      | +33                                                      | +84              |
| رمز الإنترنت                                              | .fr، .bzh ‏، .tf، .re، .wf، .yt، .pm، .paris              | .vn              |
| المنطقة الزمنية                                           | أوروبا/باريس ‏، توقيت وسط أوروبا، توقيت وسط أوروبا الصيفي | ت ع م+07:00      |

## مدن متوأمة
في ما يلي قائمة باتفاقيات التوأمة بين مدن فرنسية وفيتنامية:
- ترتبط أنغوليم مع هانوي باتفاقية توأمة منذ 1965.
- ترتبط مونتروي مع هاي دونج [الإنجليزية]‏ باتفاقية توأمة منذ 1959.
- ترتبط بلوا مع هوي (مدينة) باتفاقية توأمة منذ 18 فبراير 1995.

## منظمات دولية مشتركة
يشترك البلدان في عضوية مجموعة من المنظمات الدولية، منها:
| علم المنظمة | اسم المنظمة                        | تاريخ انضمام فرنسا | تاريخ انضمام فيتنام |
| ----------- | ---------------------------------- | ------------------ | ------------------- |
|             | بنك التنمية الآسيوي                | 1970               | 1966                |
|             | مؤسسة التنمية الدولية              | 30 ديسمبر 1960     | 24 سبتمبر 1960      |
|             | يونسكو                             | 4 نوفمبر 1946      | 6 يوليو 1951        |
|             | وكالة ضمان الاستثمار متعدد الأطراف | 28 ديسمبر 1989     | 5 أكتوبر 1994       |
|             | الأمم المتحدة                      | 24 أكتوبر 1945     | 20 سبتمبر 1977      |
|             | الفريق المعني برصد الأرض           | ?                  | ?                   |
|             | الاتحاد البريدي العالمي            | ?                  | ?                   |
|             | البنك الدولي للإنشاء والتعمير      | 27 ديسمبر 1945     | 21 سبتمبر 1956      |
|             | المنظمة الهيدروغرافية الدولية      | ?                  | ?                   |
|             | الاتحاد الدولي للاتصالات           | 1866               | 24 سبتمبر 1951      |
|             | منظمة حظر الأسلحة الكيميائية       | ?                  | ?                   |
|             | مؤسسة التمويل الدولية              | 20 يوليو 1956      | 4 أغسطس 1967        |
|             | منظمة التجارة العالمية             | 1995               | 11 يناير 2007       |
|             | منظمة الشرطة الجنائية الدولية      | ?                  | ?                   |

## أعلام
هذه قائمة لبعض الشخصيات التي تربطها علاقات بالبلدين:

## وصلات خارجية
- موقع وزارة الخارجية الفرنسية
- موقع وزارة الخارجية الفيتنامية